# Enochrus reflexipennis
Enochrus reflexipennis är en skalbaggsart som först beskrevs av Zimmermann 1869.  Enochrus reflexipennis ingår i släktet Enochrus och familjen palpbaggar. Inga underarter finns listade i Catalogue of Life.